# La Poste Monaco
La Poste Monaco (укр. Пошта Монако) — національний оператор поштового зв'язку Монако зі штаб-квартирою в Монте-Карло. Є відкритим акціонерним товариством та у формі дочірньої компанії підпорядкована французькій «La Poste». Член Всесвітнього поштового союзу.